# Карасуський сільський округ (Кордайський район)
Карасу́ський сільський округ (каз. Қарасу ауылдық округі, рос. Карасуский сельский округ) — адміністративна одиниця у складі Кордайського району Жамбильської області Казахстану. Адміністративний центр — село Карасу.
Населення — 6105 осіб (2021; 4724 у 2009, 4364 у 1999, 4436 у 1989).
Станом на 1989 рік існувала Чорноріченська сільська рада (села Кенес, Чорна Річка).

## Склад
До складу округу входять такі населені пункти:
| Населений пункт | Старі назви | Населення, осіб (1989) | Населення, осіб (1999) | Населення, осіб (2009) | Населення, осіб (2021) |
| --------------- | ----------- | ---------------------- | ---------------------- | ---------------------- | ---------------------- |
| Карасу, село    | Чорна Річка | 3197                   | 3208                   | 3504                   | 4929                   |
| Отеген, село    | Кенес       | 1239                   | 1156                   | 1220                   | 1176                   |